# Lasiomerus
Lasiomerus is een geslacht van wantsen uit de familie van de Nabidae (Sikkelwantsen). Het geslacht werd voor het eerst wetenschappelijk beschreven door Odo Reuter in 1890 .

## Soorten
Het genus bevat de volgende soorten:

- Lasiomerus andabata (Kerzhner, 1992)
- Lasiomerus annulatus (Reuter, 1872)
- Lasiomerus constrictus (Champion, 1899)
- Lasiomerus signatus (Uhler, 1894)
- Lasiomerus spinicrus (Reuter, 1890)